# Canarium cinereum
Canarium cinereum là một loài thực vật có hoa trong họ Burseraceae. Loài này được Guillaumin mô tả khoa học đầu tiên năm 1908.